# コーセー

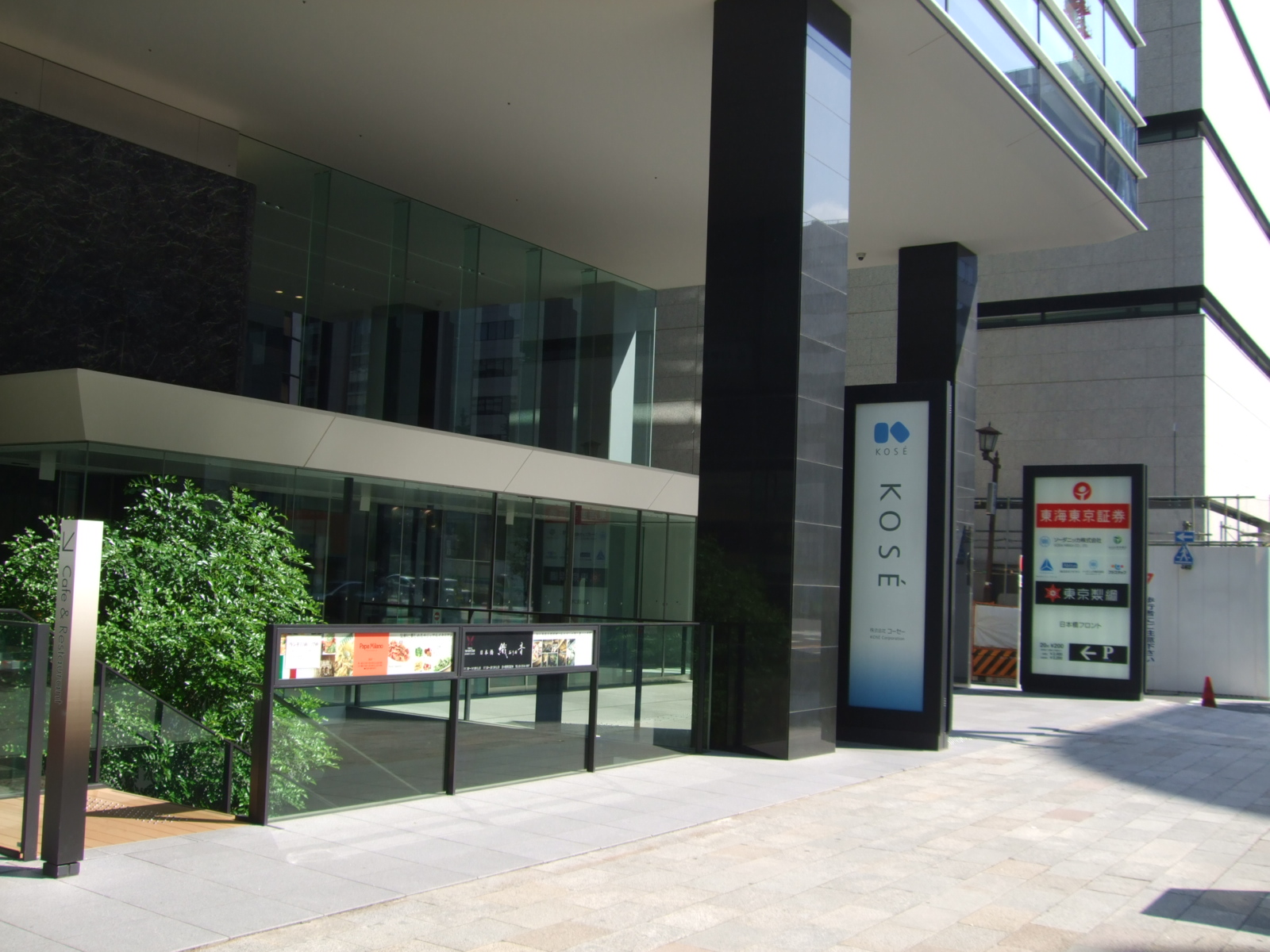
コーセー本社エントランス

株式会社コーセー（英語: KOSÉ Corporation）は、主に化粧品の製造、販売を行う日本の企業である。

## 企業概要

### 企業メッセージ
美しい知恵 人へ、地球へ。

### 行動憲章
正しきことに従う心
創業者である小林孝三郎の座右の銘。これは創業以来の企業精神の根幹であり、コーセーグループのコンプライアンス経営の要と位置づけられている。

### 概要
日本の化粧品大手。創業当初から美容部員により店舗での対面販売形式をとり、現在では多様な販売チャンネルを通じて展開する日本の大手化粧メーカー。1960年代後半より中国、香港、韓国などのアジア市場への参入を積極的に進めている。
当初は「KOSEI」というブランド名で事業を展開していた。1991年に改称され「KOSE」と表記したが、英語圏で「コウズ」と読まれてしまうのではないかと危惧したため、「KOSÉ」（Eのところにアクセントをつける）と表記を改めた。この小林コーセーの時代から使われてきたコーセーの社名・ブランド名は、前身の小林合名会社を創業した小林孝三郎の「孝」と、誠実の「誠」から取ったものとされる。
製品面では、化粧業界初の美容液とパウダーファンデーションのカテゴリーを成形し、ファンデーションとスキンケアに力を入れている会社である。また、夏用リキッドファンデーションや水あり水なし両用2ウェイファンデーションを作り出した会社でもある。
企業理念は「美しい知恵 人へ、地球へ」のもとに美にまつわるあらゆる知恵を出し合う姿勢を取っている。また、人々のために、そして大切な地球の未来のために、役立てていこうという企業姿勢も示している。
中長期的な会社の経営戦略としては、新規事業と海外事業拡大を柱とする「成長ドライバーへの注力」、セレクティブブランド事業とコンシューマーブランド事業を軸とする「基幹ブランド事業収益拡大」、コスト競争力・企業保有資産のパフォーマンスの工場による「経営基盤の強化」の3つの基本戦略に取り組んでいる。
高級スキンケア用品を得意とするアルビオンおよび2014年4月に買収した米国タルト社が子会社として業績に寄与。
また、コーセーは経済産業省によって2017、2018、2019年度に健康経営優良法人（ホワイト500）に、2020、2022、2023、2024年度に健康経営優良法人に認定されている。

## 沿革
- 1946年3月2日、小林孝三郎が東京都王子区（現在の北区）に小林合名会社を創業として設立
- 1948年6月11日、東京都北区豊島七丁目に株式会社小林コーセーを設立
- 1956年、高級化粧品の製造会社、株式会社アルビオンを設立
- 1961年、ダンボール等紙器製造会社、株式会社アルビオンを設立
- 1963年、フランス・ロレアル社の技術提携が成立し、サロン事業を行う（2001年に合弁規約解消）
- 1964年、埼玉狭山市に狭山工場開設
- 1965年、東京都中央区日本橋に本社を移転
- 1968年、香港で販売を開始し、東南アジアを中心に拡張
- 1970年、高級品専門ブランド「コスメデコルテ」販売
- 1971年、シンガポールに高絲私人公司（KOSÉ SINGAPORE PTE.LTD.）を設立
- 1972年、マレーシアにKOSÉ を設立
- 1975年、「アルフォードR・Cリキッド」販売（業界初の美容液）
- 1976年、「フィットオン」販売（業界初のパウダーファンデーション）
- 1979年、「2ウェイケーキ」販売（業界初の水乾両用ファンデーション）
- 1980年、生産本部がデミング賞事業所表彰を受賞
- 1984年、台湾、タイに現地法人を設立
- 1985年、「雪肌精」販売。
- 1985年、インドネシアでの販売を開始
- 1987年、日中合弁で中国の浙江省杭州市に春絲麗有限公司（現 高絲化粧品有限公司）を設立
- 1988年、一般品ルートの化粧品販売会社、コーセーコスメポート株式会社を設立
- 1988年、中国に春絲麗有限公司（後の高絲化粧品有限公司）を設立（2018年5月に持分を譲渡）
- 1988年、東京都板橋区に板橋研究所を開設
- 1988年、製品の販売会社コーセー化粧品販売株式会社を設立
- 1991年、株式会社コーセーに社名を変更し、企業ロゴも刷新した
- 1992年、埼玉県狭山市に障がい者雇用の特例子会社 株式会社アドバンスを設立
- 1992年、「ルシェリ」のCMの『ねぇ、チューして』が流行語大賞銀賞を受賞
- 1993年、コスメタリー製品の販売会社、コーセーコスメニエンス株式会社を設立
- 1994年、メイクアップシリーズ「ヴィセ」発売
- 1995年、自然派ブランド「アウェイク」発売
- 1997年、決算期を12月31日から3月31日に変更
- 1998年、群馬工場がISO9002（品質）の認証を取得
- 1999年、日本証券業協会に株式を店頭登録
- 2000年、東京証券取引所市場第一部に株式を上場
- 2000年、9月群馬工場がISO14001（環境）の認証を取得
- 2000年11月、中国に高絲香港有限公司を設立
- 2001年7月、韓国にKOSÉ KOREA CO.,LTD.を設立
- 2001年、百貨店専用ブランド「ボーテドコーセー」発売
- 2002年、ドクターコスメを扱う株式会社フィルインターナショナルの全株式を取得
- 2004年、秋田県に広域受注機能を持つ受注センターを開設
- 2005年、ライセンス事業として「ジルスチュアート」を日本の化粧品市場に導入
- 2006年、ライセンス事業として「リンメル」を日本の化粧品市場に導入
- 2007年、ミャンマー・アラブ首長国連邦での販売を開始
- 2008年、東京都北区にコーセー王子研修センターを開設
- 2009年、自然派スキンケアシリーズ「ネイチャーアンドコー」発売
- 2009年、百貨店専用ブランド「アディクション」発売
- 2009年、ジルスチュアートブランドの化粧品に関する世界における商標権を取得
- 2011年、メイクアップブランド「エスプリーク」を発売
- 2011年、ライセンス事業として男性用化粧品ブランド「ポール・スチュアート」発売
- 2011年、化粧品通信販売業の新会社、株式会社プロビジョン（現 コーセープロビジョン株式会社）を設立
- 2012年、イタリアでの販売を開始
- 2012年、スキンケアブランド「肌極」を発売
- 2013年、インドにKOSÉ Corporation INDIA Pvt.Ltd.を設立
- 2014年、米国の化粧品会社Tarte.Inc.を子会社化
- 2016年、「DECORTÉ 」を北米で販売開始
- 2016年、ブラジルに現地法人を設立
- 2017年、群馬工場の新生産棟が稼動
- 2018年、パリに欧州初のコンセプトショップMaison KOSÉをオープン
- 2019年、銀座にデジタルプラットフォームと融合させた新コンセプトストア「Maison KOSÉ」をオープン
- 2020年、コーセーコスメピア株式会社が、株式会社コーセーのトラベルリテール事業を統合し、コーセートラベルリテール株式会社に社名変更

## ブランド

### 雪肌精にみるブランド戦略
2014年10月に化粧品が免税対象商品に加わったことにより、訪日観光客（インバウンド）による消費、特に中国人観光客による爆買いが大きな売り上げになっていた。しかし、円安・元高基調が崩れたことに加え、中国政府が2016年4月に化粧品の関税を10％近く引き上げたことから、日本国内で化粧品を購入する割安感が薄れる。こうした事情を背景に、コーセーは中国人に人気のある「雪肌精」について、中国国内用に容量と単価を見直して買いやすくした。
また、それに先立つ2011年、中国国内においてリブランディングに着手。小林一俊社長の号令で、コーセーの活動理念「良い商品を、良いお店で、きちんと売る」に立ち戻る構造改革に着手。現在の中国国内における好調な売り上げの背景になっている。

### 主なブランド
- コスメデコルテ
- インフィニティ
- プレディア
- 雪肌精
  - 雪肌精クリアウェルネス
- アスタブラン
- エスプリーク
- 肌極
- エルシア
- ファシオ
- ヴィセ
- ネイチャーアンドコー
- ネイルホリック
- ハッピーバスデイプレシャスローズ（HAPPY BATH DAY Precious Rose）
- 米肌 （通販）

- ジル・スチュアート
米国の同名のアパレルブランドとのタイアップ。2005年よりブランド展開を開始。製品には「コーセー」の名前を一切表示しない「アウト・オブ・ブランド」戦略を取っている[7]。2011年時点でコーセーの売上高の45%を占める屋台骨ブランドとなっている。
- ポールスチュアート
- アディクション
- アウェイク
- スティーブンノル ニューヨーク

- 雪肌粋

## 提供番組

### 現在

#### テレビ
- 木曜劇場（フジテレビ系列、カラー表記、2012年10月 - ）[注 1]
- めざまし8（フジテレビ系列、月曜・金曜9時台中盤〜後半）[注 2]
- 関ジャニ∞クロニクルF（フジテレビ系列、隔週）
- ZIP!（日本テレビ系列、木曜7時台前半・全国ネット提供は2020年10月 - ）※「コーセーコスメポート」提供
- DayDay.（日本テレビ系列、月曜）
- 何か''オモシロいコト''ないの？（フジテレビ系列、一部放送回でのみ提供）

#### ラジオ
- KOSÉ FIND my BEAUTY（TOKYO FM）[8]

### 過去

#### テレビ
- 世界名作童話シリーズ ワ〜ォ!メルヘン王国（フジテレビ（関東地区）、テレビ放送では唯一の一社提供によるテレビアニメ作品で、「コーセーファンタジーランド」という冠サブタイトルを付いていた）
- VS嵐（フジテレビ系列）
- 新堂本兄弟（フジテレビ系列）
- HEY!HEY!HEY! MUSIC CHAMP（フジテレビ系列）
- 情報プレゼンター とくダネ!（フジテレビ系列）
- 関ジャニ∞クロニクルF（フジテレビ系列）
- 歌いこみ音楽隊!（TBS）
- メレンゲの気持ち（日本テレビ系列、関東、 - 2020年3月）
- めざましテレビ（フジテレビ系列、金曜6時台前半）※「コーセーコスメポート」提供

#### ラジオ
- KOSE カウントダウン・ジャパン（TOKYO FM・JFN系列）
- KOSÉ MUSIC ON THE EDGE（TOKYO FM・JFN系列）
- KOSÉ Your Songs Best10（TOKYO FM・JFN系列）
- KOSÉ HEALING BLUE（TOKYO FM・JFN系列）

## CM出演者

### 現在
- 北川景子「ONE BY KOSE」
- 新垣結衣「雪肌精」「エスプリーク」
- 井川遥　「ONE BY KOSE」「ルシェリ」
- 上戸彩「エスプリーク」「肌極」
- 滝沢カレン「ヴィセ」
- 森高千里「アスタブラン」「エスプリークエクラ」※KOSÉ MUSIC ON THE EDGEを担当
- グレイシー・ゴールド「インフィニティ」
- 中村アン「スポーツビューティUVウェア」
- 清原果耶「雪肌精」
- 大谷翔平「雪肌精」「コスメデコルテ」[注 3][10][11]

コーセーコスメポート
- 上戸彩「ソフティモ」「サンカット」
- Hey! Say! JUMP「フォーチュン」「クリアターン」
- 仲間由紀恵「グレイスワン」
- リン・チーリン「サロンスタイル」
- 山口もえ「ヒアロチャージ」
- 佐藤健「コスマジック」
- 松本潤「ジュレーム」「クリアターン美肌職人」「ソフティモ クリアプロ」
- 相葉雅紀「ジュレーム」「ソフティモ ナチュサボンセレクト」
- 玉城ティナ「サンカット」「ブランドベリー」
- 田中みな実「ジュレーム」
- 平野紫耀（King & Prince）「ジュレームiP」
- 米倉涼子「サンカット」
- 橋本環奈「BIOLISS」

コーセーコスメニエンス
- 新川優愛「ファシオ」
- 鈴木京香「エルシア」

### 過去
ファンデーション系のイメージモデル
アンテリージェ
- 江黒真理
- 中山美穂

ルシェリ
- 唐沢寿明
- 保坂尚輝
- 瀬戸朝香
- 水野美紀
- 松雪泰子
- 室井滋
- 宝生舞

ルティーナ
- 中谷美紀
- 長谷川京子

エスプリーク
- 土屋アンナ
- 黒木メイサ
- 柴咲コウ
- 北川景子
- 酒井法子

エスプリーク・プレシャス
- 倉木麻衣
- ジェマ・ワード
- カレン・エルソン

コーセーコスメニエンスのセルフ販売商品ファンデーション系のイメージモデル
- 飯島直子

WHITIST（ホワイティスト）
- 中山美穂
- 中谷美紀
- 関めぐみ
- 財前直見
- 木村佳乃

メイクアップのイメージモデル
ドゥセーズ ルミナス
- 中山美穂
- 宮沢りえ

ルミナス
- 長谷川京子

エスプリーク・プレシャス
- 倉木麻衣
- ジェマ・ワード
- カレン・エルソン

ヴィセ
- 村上里佳子
- 安室奈美恵
- MAX
- 浜崎あゆみ（かつては競合製品「ソフィーナ」「AUBE」にも出演していた）
- 安良城紅
- 土屋アンナ
- 倖田來未
- ローラ
- NiziU

コーセーコスメニエンスのセルフ販売商品メイクアップのイメージモデル
ファシオ
- 深田恭子
- 柴咲コウ
- BoA
- 上戸彩
- 松本潤
- エルシア
- 小泉今日子

 その他化粧品ブランドのイメージモデル
サロンスタイル
- 中山美穂
- 梅宮アンナ
- 柴咲コウ

グランデーヌ
- 江角マキコ
- 安田成美

クリリア
- デーモン小暮
- 一色紗英

雪肌粋
- 松本莉緒
- 小西真奈美
- 松嶋奈々子

その他
- 天海祐希「グランデーヌ」「ルクサージュ」
- ビートたけし「旧エスプリーク」
- 石川秀美「ミクロタッチ」
- 松本孝美、鷲尾いさ子「スポーツビューティー」
- 森尾由美 「クイックフニッシュ」
- 井森美幸 「ドゥセーズ クエスト」
- 早見優 「サンフェスタ」
- 南野陽子「リライブ」
- 中山美穂「ドゥ・セーズ」「エルシア」
- 江角マキコ「ホワイトクオリティ」
- 安田成美「モイスチュアスキンリペア」
- 飯島直子「リフトサイン」「スキンサイエンス」「クリアベール」
- マライア・キャリー「ドゥセーズ リップアバンチュール」
- 黒田福美「グランデーヌ」
- YOU「グランデーヌ ルクサージュ」
- 長澤まさみ「リゾア」「サロンスタイル」「雪肌粋」「潤肌粋」
- 柴咲コウ「潤肌精」
- 木村佳乃「潤肌精プライム」
- 清水美砂
- 樋口可南子
- 研ナオコ
- 桂文珍
- 森田早季
- 由姫
- タモリ、日野皓正、天宮良「ダモンモイスチュアライジング」
- ザ・タイガース
- 松嶋菜々子「雪肌精」
- 安室奈美恵「エスプリーク」「ヴィセ」「ルミナス」「オレオドール」
- 松下奈緒「肌極」「コスメデコルテ」「サロンスタイル」
- 桐谷美玲 「ファシオ」「ハッピーバスデイ プレシャスローズ」「オレオドール」「ONE BY KOSE」
- E-girls 「ヴィセ」「ADDICTION」「ファシオ」「スポーツビユーディ」
- すみれ

その他モデル
コスメデコルテ
- キアラ・マストロヤンニ
- イングリッド・バーグマン
- グレース・ケリー

ハッピーバスデイ プレシャスローズ
- 佐藤江梨子
- NEWS

その他
- 大谷允保「エスプリーク プレシャス」※ドラマ「三日遅れのハッピーニューイヤー!」と連動。
- 神田うの「ソフティモ」
- 野沢和香「ヒアロチャージ」

特記事項
- 1975年4月からFM東京（→TOKYO FM）系のラジオ音楽番組「コーセー化粧品歌謡ベストテン（KOSE 歌謡ベスト10 → KOSE カウントダウン・ジャパン）の一社提供スポンサーとなり、1996年9月まで22年間にわたり一貫して担当した[注 4]。2015年10月からは『KOSÉ MUSIC ON THE EDGE』を20年ぶりに提供。担当する森高千里も17年ぶりのラジオ復帰。2017年4月から2019年9月までは『KOSÉ Your Songs Best10』を、2019年10月から2020年9月までは『KOSÉ HEALING BLUE』を、2020年10月からは『KOSÉ “Find My Beauty”』をローカル枠で引き続き提供している。
- 1995年にフジテレビで放送していたテレビアニメ『コーセーファンタジーランド 世界名作童話シリーズ ワ〜ォ!メルヘン王国』に一社提供をしていた[注 5]。
- 2018年4月現在、『木曜劇場』（フジテレビ系列・60秒→30秒）の主要スポンサーを務めている。なお、2017年4-6月期の『人は見た目が100パーセント』には当社イメージキャラクターである桐谷が主演しているため、これとのコラボレーションによるインフォマーシャルを30秒提供している。これまで数多くの番組を提供していたが、基本的にスポットCMである。
- コーセーファシオチーム - YOSAKOIソーラン祭りの演舞チーム。公募によって集められた女子高生によって結成されたが、最近はOGの大学生や社会人も参加している。携帯電話投票で毎回上位にランクインされる人気チームだが、ファイナルコンテストへの進出は実現していない。
- 2008年1月29日、ラジオ番組『くりぃむしちゅーのオールナイトニッポン』の代役パーソナリティとして倖田來未が出演し、「35歳以上のお母さんの羊水は腐ってくるんですよね」などと発言したため各所に苦情が寄せられた。それにより、公式サイト・エイベックスサイト・ニッポン放送サイトにて自らの発言および放送したことに対する謝罪文が掲載された。30日発売のアルバム『Kingdom』についてのプロモーション活動は自粛されたほか、倖田が当時CM出演していたコーセー「ヴィセ」もサイトを休止した。
- 2009年8月7日、日本テレビ『未来創造堂』で、「ファンデーションの未来を切り開いた男」として、コーセーの元研究員が紹介された。1976年パウダーファンデーションを世界で初めて開発し、「フィットオン」として発売したという内容である。

## 研究所
- コーセー製品開発研究所
- コーセー先端技術研究所

## 関連会社

### 国内
- コーセー化粧品販売（株）
- コーセーコスメニエンス（株）
- コーセーコスメポート（株）
- （株）ドクターフィル コスメティクス
- コーセープロビジョン（株）
- コーセーコスメピア（株）
- コーセーミルボンコスメティクス（株）
- コーセーインダストリーズ（株）
- コーセーマルホファーマ（株）
- （株）コスメ ラボ
- （株）アドバンス
- コーセー保険サービス（株）
- （株）アルビオン
- （株）テクノラボ
- （株）コスメディック

### 海外
- 高絲化粧品有限公司（中国）
- 高絲化粧品銷售（中国）有限公司
- 高絲香港有限公司（香港）
- KOSÉ SINGAPORE PTE.LTD.（シンガポール）
- KOSÉ KOREA CO., LTD.（韓国）
- 台湾高絲股份有限公司（台湾）
- KOSÉ（THAILAND）CO. LTD.（タイ）
- KOSÉ（MALAYSIA）SDN. BHD.（マレーシア）